# Parabathyscia calabra
Parabathyscia calabra es una especie de escarabajo del género Parabathyscia, familia Leiodidae. Fue descrita por primera vez por Roberto Pace en 1975.

## Distribución
Se encuentra en Italia.